# Gary Miller (Politiker)

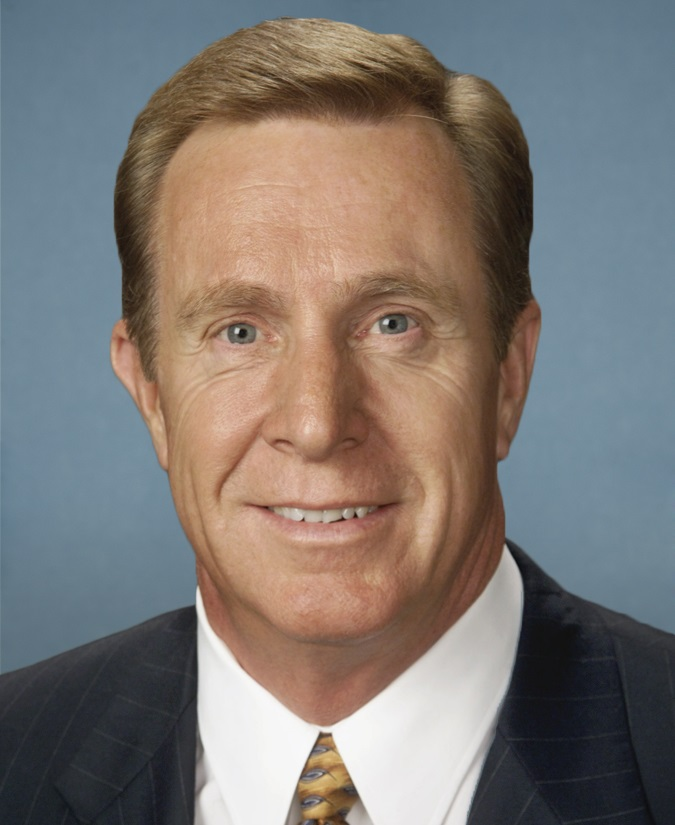
Gary Miller

Gary Gene Miller (* 16. Oktober 1948 in Huntsville, Madison County, Arkansas) ist ein US-amerikanischer Politiker. Von 1999 bis 2015 vertrat er den Bundesstaat Kalifornien im US-Repräsentantenhaus.

## Werdegang
Gary Miller besuchte die California High School in Whittier und die Lowell High School in La Habra. Anschließend absolvierte er das Mount San Antonio College in Walnut. Im Jahr 1967 diente er für einige Monate in der US Army. Danach betätigte er sich als privater Geschäftsmann in der Immobilienbranche. Gleichzeitig begann er als Mitglied der Republikanischen Partei eine politische Laufbahn. Im Jahr 1989 wurde Miller in den Stadtrat von Diamond Bar gewählt; 1992 wurde er Bürgermeister dieses Ortes. Von 1995 bis 1999 saß er als Abgeordneter in der California State Assembly.
Bei den Kongresswahlen des Jahres 1998 wurde Miller im 41. Wahlbezirk von Kalifornien in das US-Repräsentantenhaus in Washington, D.C. gewählt, wo er am 3. Januar 1999 die Nachfolge von Jay Kim antrat. Nach sechs Wiederwahlen konnte er sein Mandat im Kongress bis zum 3. Januar 2015 ausüben; im Jahr 2014 verzichtete er auf eine erneute Kandidatur. Ab 2003 vertrat er dort als Nachfolger von Joe Baca den 42. Distrikt seines Staates. Miller war Mitglied im Finanzausschuss und im Ausschuss für Verkehr und Infrastruktur sowie in fünf Unterausschüssen. Er führte den Vorsitz im Building a Better America Caucus und gehörte ferner dem Republican Study Committee sowie dem der Tea-Party-Bewegung nahestehenden Tea Party Caucus an. Im Verlauf seiner Amtszeit als Kongressabgeordneter geriet Gary Miller mehrfach in den Verdacht illegaler Geschäftspraktiken. Untersuchungen wurden eingeleitet, aber bisher keine Anklagen erhoben.